# Tomasz Stankiewicz
Tomasz Stankiewicz (28 de dezembro de 1902 — 21 de junho de 1940) foi um ciclista polonês. Competiu representando seu país, Polônia, nos Jogos Olímpicos de Verão de 1924 em Paris, onde conquistou a medalha de prata na perseguição por equipes de 4 km, junto com Franciszek Szymczyk, Józef Lange e Jan Lazarski.